# Културни центар Хаџи Рувим
| Културни центар „Хаџи Рувим” |                                                                      |
| 250px                        |                                                                      |
| Општина                      | Лајковац                                                             |
| Основана:                    | 1993.                                                                |
| Седиште:                     | Војводе Мишића 2 · Лајковац Србија                                   |
| Директор:                    | Сузана Јанковић                                                      |
| Веб презентација             | https://web.archive.org/web/20170209045525/http://www.kclajkovac.rs/ |

Културни центар „Хаџи Рувим” Лајковац је установа културе, основана 1993. године, која обједињује све програме културе у општини Лајковац. Носи име Хаџи Рувима, архимандрита манастира Боговађа, рођеног у Бабиној Луци 1752. године код Ваљева.

## Активности
Располаже биоскопско-позоришном салом и галеријским простором, а у саставу Културног центра ради и Дом младих са модерним објектом који има дискотеку и клуб. У Дому младих се организују концерти, DJ вечери, журке, трибине и радионице за младе.
Под окриљем Културног центра делује: 
- Фолклорно друштво које има сениорски, дечји и ансамбл ветерана
- аматерско дечје позориште,
- мешовити хор,
- дечији хор „Хорић”
- ликовни клуб.

## Манифестације
Културни центар је организатор и домаћин више традиционалних манифестација, 
- „Дани Лајковца”, градска културно-забавна манифестација која се организује крајем јула, поводом градске славе Огњене Марије,
- „Колубарски вез” - међународна смотра фолклора,
- „Ликовна колонија”,
- „Дечији фестивал науке – Учествуј и ти”,
- „Песниче народа мог”, општинска смотра рецитатора